# Cunaguaro Soul
Cunaguaro Soul fue una banda de rock venezolana formada en Caracas conformada por Gustavo Guerrero, Miguel Arellano y Rómulo Castillo.

## Historia
En 2007 publicaron el álbum en vivo Bienvenidos a este viaje y al año siguiente su álbum debut homónimo, Cunaguaro Soul.
En 2009 tocaron en el Patio Maravillas de Madrid, España. Ese año fueron banda invitada en el Festival Nuevas Bandas.

## Influencia y estilo musical
La banda abarca géneros como el rock incorporando elementos del soul, e influencias del jazz, siendo considerados también experimentales. Se les ha descrito como influenciados por Dermis Tatú.
La revista canadiense Vice escribió que Cunaguaro Soul fue «el power trío que lo coronó (a Guerrero) como la máxima esperanza del rock de su país». El Diario escribió de ellosː «Está considerada como la banda de rock más sugestiva del panorama musical venezolano». Han sido descritos también como una banda de culto.

## Miembros
- Gustavo Guerreroː guitarra y voz.
- Miguel Arellanoː bajo.
- Rómulo Castilloː batería.

## Discografía
- Bienvenidos a este viaje (2007)
- Cunaguaro Soul (2008)